# Кубок Мітропи 1938
Кубок Мітропи 1938 — дванадцятий розіграш кубка Мітропи. У ньому брали участь команди з Угорщини, Італії, Чехословаччини, Югославії і Румунії. Вперше у змаганнях не було клубів із Австрії, причиною чого став аншлюс.
Переможцем змагань уперше у своїй історії став клуб «Славія», який у фіналі переграв угорський «Ференцварош» з загальним рахунком 4:2.

## 1/8 фіналу
| Команда 1            | Заг. | Команда 2        | 1-й матч | 2-й матч |
| -------------------- | ---- | ---------------- | -------- | -------- |
| Дженова 1893         | 5:3  | Спарта (Прага)   | 4:2      | 1:1      |
| Амброзіана-Інтер     | 5:3  | Кішпешт          | 4:2      | 1:1      |
| Уйпешт               | 4:5  | Рапід (Бухарест) | 4:1      | 0:4      |
| Жиденіце             | 3:4  | Ференцварош      | 3:1      | 0:3      |
| Хунгарія             | 4:9  | Ювентус          | 3:3      | 1:6      |
| Ріпенсія (Тимишоара) | 4:3  | Мілан            | 3:0      | 1:3      |
| Кладно               | 5:2  | ХАШК             | 3:1      | 1:2      |
| БСК (Белград)        | 3:5  | Славія (Прага)   | 2:3      | 1:2      |

| 1/8 26 червня 1938 | Хунгарія           | 3:3        | Ювентус                              | Будапешт                                                    |  |
| 18:00 CET | Кардош 47' 58' 87' | (протокол) | Габетто 26' Бузідоні 36' Белліні 40' | Стадіон: «Хунгарія Керут» Глядачі: 14 000 Суддя: Леон Вогль |  |
| Хунгарія: Анталь Сабо, Карой Кіш, Шандор Біро, Густав Шебеш (к), Йожеф Турай, Янош Дудаш, Ференц Шаш, Ласло Чех, Іштван Кардош, Гайнріх Мюллер, Геза Сабо, тренер: Альфред Шаффер Ювентус: Альфредо Бодойра, Альфредо Фоні, П'єтро Рава, Теобальдо Депетріні, Луїс Монті, Маріо Варльєн (к), Савіно Белліні, Лодовіко Де Філіппіс, Гульєльмо Габетто, Карло Бускалья, Луїджі Бузідоні, тренер: Вірджиніо Розетта |                    |            |                                      |                                                             |  |

| 1/8 3 липня 1938 | Ювентус                                                                     | 6:1        | Хунгарія   | Турин                                                   |  |
| 17:00 CET | Бускалья 3' (пен.) 28' Бузідоні 39' Де Філіппіс 42' Белліні 62' Габетто 84' | (протокол) | Кардош 67' | Стадіон: Беніто Муссоліні Глядачі: 8000 Суддя: Ян Бізик |  |
| Ювентус: Уго Аморетті, Альфредо Фоні, П'єтро Рава, Теобальдо Депетріні, Луїс Монті, Маріо Варльєн (к), Савіно Белліні, Лодовіко Де Філіппіс, Гульєльмо Габетто, Карло Бускалья, Луїджі Бузідоні, тренер: Вірджиніо Розетта Хунгарія: Анталь Сабо, Карой Кіш, Шандор Біро, Густав Шебеш (к), Йожеф Турай, Янош Дудаш, Ференц Шаш, Ласло Чех, Іштван Кардош, Гайнріх Мюллер, Геза Сабо, тренер: Альфред Шаффер |                                                                             |            |            |                                                         |  |

## Чвертьфінали
| Команда 1            | Заг. | Команда 2        | 1-й матч | 2-й матч |
| -------------------- | ---- | ---------------- | -------- | -------- |
| Ріпенсія (Тимишоара) | 5:9  | Ференцварош      | 4:5      | 1:4      |
| Ювентус              | 6:3  | Кладно           | 4:2      | 2:1      |
| Дженова 1893         | 4:2  | Рапід (Бухарест) | 3:0      | 1:2      |
| Славія (Прага)       | 10:3 | Амброзіана-Інтер | 9:0      | 1:3      |

| 1/4 10 липня 1938 | Ювентус                                          | 4:2        | Кладно              | Турин                                                      |  |
| 17:00 CET | Бузідоні 5' Томазі 40' Монті 85' Де Філіппіс 86' | (протокол) | Клоз 24' Зайдль 30' | Стадіон: Беніто Муссоліні Глядачі: 8000 Суддя: Арпад Кляйн |  |
| Ювентус: Уго Аморетті, Альфредо Фоні, П'єтро Рава, Теобальдо Депетріні, Луїс Монті, Маріо Варльєн (к), Савіно Белліні, Лодовіко Де Філіппіс, Гульєльмо Габетто, Ернесто Томазі, Луїджі Бузідоні, тренер: Вірджиніо Розетта Кладно: Карел Тихий, Емануель Шмейкаль, Франтішек Кусала, Франтішек Бенеш, Вацлав Сватонь, Вацлав Новий, Войтех Рашплічка, Франтішек Клоз (к), Ян Зайдль, Йозеф Юнек, Карел Седлицький, тренер: Карел Краус |                                                  |            |                     |                                                            |  |

| 1/4 17 липня 1938 | Кладно  | 1:2        | Ювентус         | Кладно                                                                  |  |
| 15:00 CET | Клоз 7' | (протокол) | Габетто 38' 89' | Стадіон: стадіон Кладно Глядачі: 15 000 Суддя: Діонісі-Ніколає Ксіфандо |  |
| Кладно: Карел Тихий, Емануель Шмейкаль, Франтішек Кусала, Франтішек Бенеш, Вацлав Сватонь, Вацлав Новий, Войтех Рашплічка, Франтішек Клоз (к), Ян Зайдль, Йозеф Юнек, Карел Седлицький, тренер: Карел Краус Ювентус: Уго Аморетті, Альфредо Фоні, П'єтро Рава, Теобальдо Депетріні, Луїс Монті, Маріо Варльєн (к), Савіно Белліні, Лодовіко Де Філіппіс, Гульєльмо Габетто, Ернесто Томазі, Луїджі Бузідоні, тренер: Вірджиніо Розетта |         |            |                 |                                                                         |  |

## Півфінали
| Команда 1    | Заг. | Команда 2      | 1-й матч | 2-й матч |
| ------------ | ---- | -------------- | -------- | -------- |
| Ювентус      | 3:4  | Ференцварош    | 3:2      | 0:2      |
| Дженова 1893 | 4:6  | Славія (Прага) | 4:2      | 0:4      |

| 1/2 24 липня 1938 | Ювентус                                 | 3:2        | Ференцварош    | Турин                                                     |  |
| 17:00 CET | Де Філіппіс 30' Бускалья 35' Томазі 60' | (протокол) | Шароші 44' 63' | Стадіон: Беніто Муссоліні Глядачі: 11 000 Суддя: Ян Бізик |  |
| Ювентус: Уго Аморетті, Альфредо Фоні, П'єтро Рава, Теобальдо Депетріні, Луїс Монті, Маріо Варльєн (к), Карло Бускалья, Лодовіко Де Філіппіс, Гульєльмо Габетто, Ернесто Томазі, Луїджі Бузідоні, тренер: Вірджиніо Розетта Ференцварош: Йожеф Хада, Шандор Татраї, Лайош Кораньї, Бела Магда, Дьюла Полгар, Дьюла Лазар, Міхай Танкош, Дьюла Кішш, Дьордь Шароші (к), Геза Тольді, Тібор Кемень, тренер: Дьордь Главай |                                         |            |                |                                                           |  |

| 1/2 31 липня 1938 | Ференцварош              | 2:0        | Ювентус | Будапешт                                            |  |
| 17:15 CET | Д. Шароши 76' Кемень 85' | (протокол) |         | Стадіон: Іллеї ут Глядачі: 33 000 Суддя: Леон Вогль |  |
| Ференцварош: Йожеф Хада, Шандор Татраї, Дьюла Полгар, Бела Магда, Бела Шароші, Дьюла Лазар, Міхай Танкош, Дьюла Кішш, Дьордь Шароші (к), Геза Тольді, Тібор Кемень, тренер: Дьордь Главай Ювентус: Уго Аморетті, Альфредо Фоні, П'єтро Рава, Джованні Варльєн, Луїс Монті, Маріо Варльєн (к), Лодовіко Де Філіппіс, Теобальдо Депетріні, Луїджі Бузідоні, Ернесто Томазі, Карло Бускалья, тренер: Вірджиніо Розетта |                          |            |         |                                                     |  |

## Фінал
| Команда 1      | Заг. | Команда 2   | 1-й матч | 2-й матч |
| -------------- | ---- | ----------- | -------- | -------- |
| Славія (Прага) | 4:2  | Ференцварош | 2:2      | 2:0      |

### Перший фінальний матч
| 4 вересня 1938 16:00 CET |

| Славія (Прага)                       | 2:2        | Ференцварош                     |
| ------------------------------------ | ---------- | ------------------------------- |
| Йозеф Біцан 36' Ладислав Шимунек 44' | (протокол) | Тібор Кемень 30' Дьюла Кішш 63' |

| Страговский стадіон, Прага Глядачів: 45 000 Арбітр: Генрі Норман Мі |

|                    |    |                     |  |
|                    |    |                     |  |
| ВР                 | 1  | Олекса Бокшай       |  |
| ЗХ                 | 2  | Карел Черний        |  |
| ЗХ                 | 3  | Фердинанд Даучик    |  |
| ПЗ                 | 4  | Карел Пруха         |  |
| ПЗ                 | 5  | Кароль Даучик       |  |
| ПЗ                 | 6  | Властиміл Копецький |  |
| НП                 | 7  | Вацлав Горак        |  |
| НП                 | 8  | Ладислав Шимунек    |  |
| НП                 | 9  | Йозеф Біцан         |  |
| НП                 | 10 | Войтех Брадач       |  |
| НП                 | 11 | Рудольф Вітлачил    |  |
| Головний тренер:   |    |                     |  |
| Джон Вільям Мадден |    |                     |  |

|                  |    |               |  |
|                  |    |               |  |
| ВР               | 1  | Йожеф Хада    |  |
| ЗХ               | 2  | Шандор Татраї |  |
| ЗХ               | 3  | Дьюла Полгар  |  |
| ПЗ               | 4  | Бела Магда    |  |
| ПЗ               | 5  | Бела Шароші   |  |
| ПЗ               | 6  | Дьюла Лазар   |  |
| НП               | 7  | Міхай Танкош  |  |
| НП               | 8  | Дьюла Кішш    |  |
| НП               | 9  | Дьордь Шароші |  |
| НП               | 10 | Геза Тольді   |  |
| НП               | 11 | Тібор Кемень  |  |
| Головний тренер: |    |               |  |
| Дьордь Главай    |    |               |  |

### Другий фінальний матч
| 11 вересня 1938 16:00 CET |

| Ференцварош | 0:2        | Славія (Прага)                            |
| ----------- | ---------- | ----------------------------------------- |
|             | (протокол) | Рудольф Вітлачил 57' Ладислав Шимунек 71' |

| Іллеї ут, Будапешт Глядачів: 40 000 Арбітр: Артур Джеймс Джуелл |

|                  |    |               |  |
|                  |    |               |  |
| ВР               | 1  | Йожеф Хада    |  |
| ЗХ               | 2  | Шандор Татраї |  |
| ЗХ               | 3  | Дьюла Полгар  |  |
| ПЗ               | 4  | Бела Магда    |  |
| ПЗ               | 5  | Бела Шароші   |  |
| ПЗ               | 6  | Дьюла Лазар   |  |
| НП               | 7  | Міхай Танкош  |  |
| НП               | 8  | Дьюла Кішш    |  |
| НП               | 9  | Дьордь Шароші |  |
| НП               | 10 | Геза Тольді   |  |
| НП               | 11 | Тібор Кемень  |  |
| Головний тренер: |    |               |  |
| Дьордь Главай    |    |               |  |

|                    |    |                     |  |
|                    |    |                     |  |
| ВР                 | 1  | Олекса Бокшай       |  |
| ЗХ                 | 2  | Карел Черний        |  |
| ЗХ                 | 3  | Фердинанд Даучик    |  |
| ПЗ                 | 4  | Карел Пруха         |  |
| ПЗ                 | 5  | Кароль Даучик       |  |
| ПЗ                 | 6  | Властиміл Копецький |  |
| НП                 | 7  | Ладислав Шимунек    |  |
| НП                 | 8  | Бедржих Вацек       |  |
| НП                 | 9  | Йозеф Біцан         |  |
| НП                 | 10 | Войтех Брадач       |  |
| НП                 | 11 | Рудольф Вітлачил    |  |
| Головний тренер:   |    |                     |  |
| Джон Вільям Мадден |    |                     |  |

## Найкращі бомбардири
| № | Гравець           | Команда              | Голи |
| - | ----------------- | -------------------- | ---- |
| 1 | Йозеф Біцан       | Славія (Прага)       | 10   |
| 2 | Дьордь Шароші     | Ференцварош          | 7    |
| 3 | Рудольф Вітлачил  | Славія (Прага)       | 6    |
| 4 | Сілвіу Біндя      | Ріпенсія (Тімішоара) | 5    |
| = | Франтішек Клоз    | Кладно               | 5    |
| = | Геза Тольді       | Ференцварош          | 5    |
| 7 | Іштван Кардош     | Хунгарія             | 4    |
| = | Дьюла Женгеллер   | Уйпешт               | 4    |
| = | Гульєльмо Габетто | Ювентус              | 4    |
| = | Вацлав Горак      | Славія (Прага)       | 4    |